# 喪文化
丧文化是流行于中国大陆青年群体中的由颓废、悲观、绝望等消极情绪所引发的一种亚文化，通过文字、视频、表情包等形式在网络上进行传播，在线下也有以此为题材的产品营销。

## 起源与发展
丧文化在中国大陆网络上的流行要追溯到2016年7月「葛优躺」剧照的走红。这张剧照出自1993年播出的情景喜剧《我爱我家》的第17、18集不速之客，剧照中由葛优饰演纪春生身着碎花短袖衫瘫躺在沙发上，眼神空洞迷离。随后该剧照被广泛传播并配上文字制作成表情包，剧集中的其他剧照也被网友制作成表达颓废状态的表情包并用于自嘲，社会科学研究者萧子扬等曾进行问卷调查，调查数据表明很多中国大学生曾经使用过「葛优躺」和「我差不多是个废人了」等丧文化表情包。
在此之后，又延伸出了其他的丧文化元素，包括但不限于漫画角色佩佩蛙、日本漫画角色懒蛋蛋、美国动画马男波杰克、四角咸鱼等，网友对这些元素进行再创作，用于自嘲表达自己的情绪，推动了丧文化的发展。后又有商家利用丧文化进行营销，扩大了丧文化的影响力和知名度。
2017年12月，自媒体新世相发布一篇名为《第一批90后已经出家了》的文章，文中介绍了佛系青年的生活状况，展示了一些1990年代出生的青年随缘、不在乎、不强求、看淡人世的生活理念，这与佛教的理念类似，并配上一张韩国电视剧《请回答1988》中由安宰弘饰演的金正峰手持莲花，站在寺院门前眺望远方的照片。这篇文章和手持莲花的照片使得佛系青年这个概念开始在中国流行，有研究者也把佛系视为丧文化的体现。
在中国以外的国家和地区也存在着丧文化，也存在着体现丧文化的作品和元素，如日本连续剧《不求上进的玉子》、《被嫌弃的松子的一生》等，但对丧文化的学术研究较少。

## 群体差异
流行于中国大陆的丧文化存在着年龄、籍贯、职业等方面的群体差异。2017年UC优视利用大数据技术对丧文化在中国大陆的情况进行了调查，发现丧文化群体中1980年代出生的人占了一半；出生于1990年代的人次之，占35%；出生于1960年代的人再次之，占14%。占比居前两名的团体均属于青年阶段，一般是下有孩子需要抚养，上有父母需要赡养的团体，可能还需要还房贷，故生活压力较大，容易成为丧文化团体。而在地域分布上，中国东部沿海省份的丧文化群体占比较多，广东省、山东省、江苏省分别居前三名。而具体到城市，广州市、成都市、深圳市、北京市、上海市的丧文化群体人数位居前五名，这五个城市均为特大城市。如以职业分类，丧文化群体排在前三名的则是计算机技术从业者、广告从业者和学生。

## 商业营销
鉴于丧文化的传播和在特定群体中引起的共鸣，有商家开始利用丧文化进行营销，吸引丧文化群体消费，这些营销产品大多数是食物。日本咖啡公司優仕咖啡曾在台湾推出的产品无糖黑咖啡UCC BLACK就采用了主题为《大人的腹黑語錄》的营销文案，在文案中展示了一些台湾青年因为生活工作压力而发出的消极感慨，并以「每天来点负能量」为标语。饮料品牌Moonleaf月葉红茶也曾与台湾網路插畫家消極男子合作，推出「消极杯」，在饮料杯子的包装上印上消极男子创作的插画以及消极语录。四川成都的创意团队试物所团队则针对丧文化推出了「没希望酸奶」，网易新闻和饿了么合作推出与喜茶相对的「丧茶」，新闻阅读器ZAKER和饿了么合作推出「520爱无能小酒馆」，这些都是利用丧文化的产品营销方式，且大部分为短期营销，如丧茶仅营业4天。
广告文化传播方向的研究者孙晓魅等指出，丧文化营销的成功之处在于使丧文化团体产生心理共鸣而购买产品，并通过网络传播扩大产品影响力，引诱消费者进行二次传播以延续广告的生命力，但也并不是所有的产品都可以利用丧文化进行营销，应该将丧文化和产品融合。此外，她也指出丧文化营销不应该被滥用，以免对过度的颓废情绪对青年造成负面影响。

## 评价
丧文化存在着较大的争议性，受到很多团体和个人的批判。人民网批判丧文化是精神鸦片，并警示丧文化流行所带来的负面影响，表示应警惕其背后带来的文化侵蚀，并提议应该发挥中华民族精神，以积极的态度面对挫折与失败，而不是消极应对让丧文化肆意蔓延。中国青年网指出，人生中必然会遇到失败和挫折，这是每个人都不可避免的，以丧文化来逃避，并不能解决实际问题，且会形成扭曲的价值观。但如果积极应对，反而能够战胜困难，找到人生方向，实现人生理想。此外，中国青年网还提到，中国青年应该抵制丧文化，为中华民族的伟大复兴而奋斗。2019年1月9日，中国网络视听节目服务协会发布《网络短视频内容审核标准细则》，禁止网络短视频宣传丧文化。
复旦大学经济学博士林采宜认为丧文化提倡不求名利、贵身自养，是道教文化的体现，是当今功利化社会的一剂解药。澎湃新闻的曾于里则思考了丧文化产生的原因，他认为当代年轻人之所以丧，并不是因为他们不思进取，而是因为他们曾经尝试追求成功，但是由于当今社会竞争大之类的种种问题而没有成功。在多次的失败和挫折打击下，他们才成为丧文化群体。而通过丧文化，他们适当降低了自己的目标，以调整自己的心态，避免陷入绝望，这是一种自我保护的方式。他认为不应该把丧文化妖魔化。
很多人对丧文化也采取一分为二辩证看待的态度，认为适当的丧文化无伤大雅，有调节情绪的作用，但是过度地传播、美化丧文化则是不妥的。中国人民政治协商会议全国委员会委员张颐武则看到了丧文化和积极的心态之间是可以互相转换的，他和孙宝林委员提议社会要对这个群体多点关怀，引导他们转换为积极的心态。范稳委员则推荐通过阅读文学名著的方法来从中获取力量。